# Cani sciolti (singolo)
Cani sciolti è un singolo hip hop del gruppo bolognese Sangue Misto. Fa parte dell'album SxM del 1994.

## Descrizione
Si tratta della versione discomix edita nel 1995. Nelle rispettive tracce del singolo collaborano Next One per il remix, ed il componente dei Sud Sound System Terron Fabio nella traccia Solo mono.
L'anno successivo viene pubblicata una versione remixata del brano, con la co-produzione di The NextOne.
Nel 2006 il singolo viene riproposto dal gruppo milanese Club Dogo nell'album Penna capitale in una versione chiamata Cani sciolti 2006, in omaggio ai Sangue Misto.

## Tracce
12" (SQUAD 034)
- Lato A

1. Cani sciolti (SxM Remix) – 6:06
2. Cani sciolti (SxM Remix Strumentale) – 5:13
3. Cani sciolti (Next One Remix Strumentale) – 4:00

- Lato B

1. Solo Mono (feat. Terron Fabio) – 4:36
2. Cani sciolti (Next One Remix) – 4:46
3. Solo Mono (Strumentale) – 5:06

## Formazione
Sangue Misto
- Neffa - rapping, programmazioni
- Deda - rapping, programmazioni
- DJ Gruff - programmazioni, scratch, rapping

Altri musicisti
- The Next One - programmazioni (tracce 3, 5)
- Terron Fabio - rapping (traccia 4)

## Crediti
Tracce 3 e 5 registrate e mixate al Zulu Beat Studio di Bologna tra il 10 e il 16 ottobre 1994.
Prodotte da The Next One per Nextman Prod. 
al Beats 4 life studio.